# کوگولو دل چنجیو
کوگولو دل چنجیو (به ایتالیایی: Cogollo del Cengio) یک کومونه در ایتالیا است که در استان ویچنزا واقع شده‌است. کوگولو دل چنجیو ۳۶٫۲۴ کیلومتر مربع مساحت و ۳٬۴۷۷ نفر جمعیت دارد و ۳۱۰ متر بالاتر از سطح دریا واقع شده‌است.

## خواهرخوانده
شهر Mauthausen خواهرخواندهٔ کوگولو دل چنجیو هست.